# 后埠子岛
后埠子岛是东平湖中的一个岛屿，位于东平湖湿地公园西侧，距离土山岛5.6千米，但它同时也是东平湖湿地的一部分。该岛地势低平，东平湖汛期时几乎完全被淹没，而东平湖水位下降时又会与大陆直接相连。

## 码头
后埠子岛上有码头，但该码头只有前往土山岛的航线。